# Солунци говоре
„Солунци говоре” је југословенски ТВ филм из 1990. године. Режирао га је Слободан Радовић а сценарио је написао Антоније Ђурић.

## Улоге
| Глумац           | Улога |
| ---------------- | ----- |
| Тихомир Арсић    |       |
| Марко Бачовић    |       |
| Радош Бајић      |       |
| Гојко Балетић    |       |
| Синиша Ћопић     |       |
| Лепомир Ивковић  |       |
| Андреја Маричић  |       |
| Драган Оцокољић  |       |
| Радован Миљанић  |       |
| Предраг Милетић  |       |
| Чедомир Петровић |       |
| Бошко Пулетић    |       |
| Бранка Зорић     |       |
| Бошко Пулетић    |       |